# Pepe (labdarúgó, 1935)
José Macia, ismertebb nevén: Pepe (Santos, 1935. február 25. –) kétszeres világbajnok brazil válogatott labdarúgó, edző.
A brazil válogatott tagjaként részt vett az 1957-es Dél-amerikai bajnokságon, illetve az 1958-as és az 1962-es világbajnokságon.

## Sikerei, díjai

### Játékosként
Santos
- Copa Libertadores győztes (2): 1962, 1963
- Interkontinentális kupa győztes (2): 1962, 1963

Brazília
- Világbajnok (2): 1958, 1962
- Dél-amerikai ezüstérmes (1): 1957

### Edzőként
Santos
- Campeonato Paulista (1): 1973

Inter Limeira
- Brazil másodosztályú bajnok (1): 1988
- Campeonato Paulista (1): 1986

Fortaleza
- Campeonato Cearense (1): 1985

São Paulo
- Brazil bajnok (1): 1986

Verdi Kawasaki
- Japán bajnok (1): 1992
- Japán kupagyőztes (2): 1992, 1993